# Monistrol de Montserrat
Monistrol de Montserrat è un comune spagnolo di 3 029 abitanti situato nella comunità autonoma della Catalogna.
Il comune è noto soprattutto per il Monastero di Montserrat, tra i simboli della Catalogna, noto sito turistico e di pellegrinaggio.